# Kómei
Kómei (japonsky 孝明天皇, Kómei-tennó) (22. července 1831 – 30. ledna 1867) byl 121. japonským císařem. Vládl od roku 1846 do roku 1867. Jeho osobní jméno bylo Osahito (統仁, Osahito).